# Tivati repülőtér
A Tivati repülőtér (IATA: TIV, ICAO: LYTV) Montenegró egyik nemzetközi repülőtere, amely Tivat közelében található. Éves utasforgalma 652 652 fő (2022).

## Futópályák
A repülőtér futópályái:
- 14/32 (2500 m, 45 m, aszfalt)

## Forgalom
Az utasforgalom az elmúlt években az alábbi módon változott:
| Utasok száma | 377 013 | 574 011 | 532 080 | 647 184 | 868 343 | 895 050 | 1 123 754 | 1 367 282 | 671 333 | 848 188 |
|              | 2005    | 2007    | 2009    | 2011    | 2013    | 2015    | 2017      | 2019      | 2021    | 2023    |